# Сельберг, Жасмин
Жасмин Селберг (нем. Jasmin Selberg; род. 11 августа 1999, Таллин, Эстония) — эстонско-немецкая модель, победительница конкурса «Мисс интернешнл 2022».

## Биография
Сельберг родилася в Таллине, Эстония. Ее семья переехала из Эстонии в Германию, когда ей был год. Она поступила в Рурский университет Бохума в Бохуме, чтобы получить степень бакалавра истории и философии.

## Конкурс красоты
5 ноября 2021 года Сельберг представляла Германию на конкурсе «Мисс Глобус 2021» и соревновалась с 50 другими кандидатами в Оперном театре в Тиране, Албания, где она вошла в число 15 лучших. 2 июля 2022 года Сельберг соревновалась с 16 другими финалистками конкурса «Мисс Вселенная Германия 2022» в отеле в Нойсе, где она не попала в пятерку лучших. 15 июля 2022 года Сельберг представляла Германию на конкурсе «Мисс Супранациональ 2022» и соревновалась с 68 другими кандидатами в амфитеатре Стшелецкий парк в Польша, где она не попала в полуфинал. 13 декабря 2022 года Сельберг представляла Германию на «Мисс интернешнл 2022», соревновалась с 66 другими кандидатами в мэрии Токио Доум в Токио, Япония, где она выиграла титул, а ее место заняла Сиретхорн Лиарамват из Таиланда.